# Joachim Robert Kalden
Joachim Robert Kalden (* 23. November 1937 in Marburg; † 6. Februar 2021 in Erlangen) war ein deutscher Immunologe und Rheumatologe mit dem Schwerpunkt Pathogeneseforschung bei Autoimmunerkrankungen und Hochschullehrer an der Friedrich-Alexander-Universität Erlangen-Nürnberg.

## Leben
Nachdem Joachim Robert Kalden sein Abitur im Jahr 1958 in Frankenberg (Eder) erhalten hatte, studierte er Medizin an den Universitäten in Freiburg, Marburg und Tübingen. Seine Dissertation mit dem Thema Die immunologische Histaminfreisetzung in der Diagnostik arzneimittelallergischer Zustandsbilder fertigte er 1966 an der Universitätsklinik für Innere Medizin unter der Leitung von Hans Erhard Bock an. Anschließend war er von 1967 bis 1970, erst als Stipendiat und später als wissenschaftlicher Mitarbeiter, am Department of Therapeutics und dem Medical Research Council der University of Edinburgh tätig, unterbrochen durch mehrere Aufenthalte am National Institutes of Health in Bethesda, Maryland.
Zurück in Deutschland war Kalden Assistent am Department für Innere Medizin der Medizinischen Hochschule Hannover und habilitierte dort im Jahr 1973 über Tierexperimentelle Untersuchungen zur Pathogenese der Myasthenia gravis. In Hannover erwarb er auch seinen Facharzt für Innere Medizin und war von 1974 bis 1976 Oberarzt der Abteilung für Klinische Immunologie, Rheumatologie und Transfusionsmedizin. 1977 folgte er einem Ruf auf den Lehrstuhl für Klinische Immunologie und Rheumatologie der Friedrich-Alexander-Universität Erlangen-Nürnberg und wurde im selben Jahr zum Direktor des damaligen Instituts und Poliklinik für Klinische Immunologie in der Krankenhausstraße 12, der heutigen Medizinische Klinik 3 für Rheumatologie und Immunologie, ernannt. Angefangen in kleinen Verhältnissen mit zwei Oberärzten, vier Assistenten und zwei Medizinisch-technischen Assistenten konnte er das Institut zu einem führenden Forschungszentrum entwickeln, an dem sich ab 1988 zwei klinische Max-Planck-Arbeitsgruppen ansiedelten. Am 31. März 2006 wurde er emeritiert.
1976 erhielt Kalden den Georg-Zimmermann-Preis für Tumorforschung der Medizinischen Hochschule Hannover und 2005 den internationalen Preis des Japan College for Rheumatology. Die Charité in Berlin verlieh ihm 1998 die Ehrendoktorwürde und 2005 erhielt er die Ehrendoktorwürde der Medizinischen Fakultät der Universität Lund. Er ist seit 1999 ordentliches Mitglied der Bayerischen Akademie der Wissenschaften der Sektion IV (Naturwissenschaften, Lebenswissenschaften, Medizin) und wurde am 11. September 2002 zum Mitglied der Deutschen Akademie der Naturforscher Leopoldina für die Sektion Innere Medizin und Dermatologie gewählt. Kalden ist seit 1996 Träger des Verdienstkreuzes am Bande der Bundesrepublik Deutschland und seit 2000 des Bayerischen Verdienstordens.
Kalden war von 1983 bis 1990 Präsident der Deutschen Gesellschaft für Immunologie, 1993/1994 Präsident der Deutschen Gesellschaft für Rheumatologie und von 2001 bis 2003 Präsident der European League against Rheumatism (EULAR). Für mehr als ein Jahrzehnt leitete er das internationale Wissenschaftskomitee des Deutschen Krebsforschungszentrums. Daneben organisierte und mitorganisierte er auch zahlreiche wissenschaftliche Kongresse, wie 1989 das 7th International Congress of Immunology in Berlin.

## Werke (Auswahl)

### Autor
- J. R. Kalden et al.: Immunosuppressive effects of apoptotic cells. In: Nature. Volume 390, 1997, S. 350–351, doi:10.1038/37022 (englisch).
- J. R. Kalden et al.: Impaired phagocytosis of apoptotic cell material by monocyte-derived macrophages from patients with systemic lupus erythematosus. In: Arthritis & Rheumatology. Volume 41, Issue 7, 1998, S. 1241–1250, doi:10.1002/1529-0131(199807)41:7<1241::AID-ART15>3.0.CO;2-H (englisch).
- J. R. Kalden et al.: Therapeutic efficacy of multiple intravenous infusions of anti-tumor necrosis factor α monoclonal antibody combined with low-dose weekly methotrexate in rheumatoid arthritis. In: Arthritis & Rheumatology. Volume 41, Issue 9, 1998, S. 1552–1563, doi:10.1002/1529-0131(199809)41:9<1552::AID-ART5>3.0.CO;2-W (englisch).
- J. R. Kalden et al.: Infliximab (chimeric anti-tumour necrosis factor α monoclonal antibody) versus placebo in rheumatoid arthritis patients receiving concomitant methotrexate: a randomised phase III trial. In: The Lancet. Volume 354, Issue 9194, 1999, S. 1932–1939, doi:10.1016/S0140-6736(99)05246-0 (englisch).
- J. R. Kalden et al.: Infliximab and Methotrexate in the Treatment of Rheumatoid Arthritis. In: The New England Journal of Medicine. Volume 343, 2000, S. 1594–1602, doi:10.1056/NEJM200011303432202 (englisch).
- J. R. Kalden et al.: Therapeutic effect of the combination of etanercept and methotrexate compared with each treatment alone in patients with rheumatoid arthritis: double-blind randomised controlled trial. In: The Lancet. Volume 363, Issue 9410, 2004, S. 675–681, doi:10.1016/S0140-6736(04)15640-7 (englisch).

### Herausgeber
- J. R. Kalden (Hrsg.): Klinische Rheumatologie. Springer, Berlin, Heidelberg 1988, ISBN 978-3-642-82520-0, doi:10.1007/978-3-642-82519-4.
- J. S. Smolen, J. R. Kalden, R. N. Maini (Hrsg.): Rheumatoid Arthritis. Recent Research Advances. Springer-Verlag, Berlin, Heidelberg 1992, ISBN 978-3-642-76191-1, doi:10.1007/978-3-642-76189-8 (englisch).
- G. R. Burmester, J. R. Kalden (Hrsg.): Der IL-1-Rezeptor-Antagonist im Zytokin-Netzwerk. Funktion und Stellenwert. Steinkopff Verlag, Darmstadt 2002, ISBN 978-3-642-53781-3, doi:10.1007/978-3-642-53780-6.
- J. R. Kalden, M. Herrmann (Hrsg.): Apoptosis and Autoimmunity. From Mechanisms to Treatments. WILEY-VCH, Wernheim 2003, ISBN 3-527-30442-8 (englisch).